# Humble as the Sun
Humble as the Sun (englisch Bescheiden wie die Sonne) ist das dritte Studioalbum der englischen Grime/Punk-Band Bob Vylan. Das Album wurde am 5. April 2024 über das bandeigene Label Ghost Theatre veröffentlicht.

## Entstehung
Aufgenommen wurde das Album im Frühjahr 2023 in verschiedenen Londoner Studios. Die Band benutzte dabei erstmals Instrumente wie Orgel oder Keyboards, die vom Sänger Bobby Vylan bzw. einer Musikerin namens Hannah gespielt wurde. Als Gastsänger ist Jerub bei dem das Album eröffnenden Titellied zu hören. Unterstützt wurden Bob Vylan bei den Aufnahmen von Jonny Breakwell. Eines der Studios verfügte über einen angeschlossenen Garten, der Sänger Bobby Vylan einen Platz der Stille bot. Er hörte mehr auf die Dinge, die um ihn herum passierten und schaffte dabei eine Verbindung zur Sonne. Der Soft-Play-Gitarrist Laurie Vincent produzierte die Single He’s a Man. Das Lied Right Here enthält Samples aus Fatboy Slims Lied Right Here Right Now.

## Veröffentlichung
Die erste Single Dream Big erschien am 24. Juli 2023. In dem Musikvideo sind Aufnahmen verschiedener Konzerte seit der Bandgründung im Jahre 2017 zu sehen. Die zweite Single He’s a Man folgte am 27. Oktober 2023 mit einem Musikvideo und der Albumankündigung. Hunger Games mitsamt dem Musikvideo erschien am 5. Januar 2024 als dritte Single. Am 10. Januar 2025 veröffentlichte die Band mit Dream Bigger eine alternative Version des Liedes Dream Big. Als Gastsängerin ist Amy Taylor von der Band Amyl and the Sniffers zu hören, die für das Lied eine neue erste Strophe schrieb.

## Hintergrund
Laut dem Sänger Bobby Vylan ist Humble as the Sun das bislang optimistischste Album der Bandgeschichte und ist den Underdogs gewidmet. 

„[Das Album ist] für diejenigen, die sich weigern, sich im Angesicht von Ungerechtigkeit geschlagen zu geben, und es soll die Hörer:innen daran erinnern, dass Wut ein Feuer ist, das man sich zunutze machen kann. Die Entstehung des Albums geht auf eine Unterhaltung mit der Sonne zurück, die schließlich ein großer Feuerball ist, der das Leben erhält.“

Dream Big handelt davon, unter ärmlichen Verhältnissen und von strukturellem Rassismus geprägt aufzuwachsen. Hunger Games wäre ein „Kampfruf an alle, die es Leid sind, unter der Finanzkrise zu leiden“. Laut Bobby Vylan geht es um die finanziellen Nöte, erinnert die Leute aber auch daran, welche Kraft und welchen Wert diese Menschen trotz ihres Einkommens haben. Makes Me Violent handelt vom derzeitigen Zustand des Vereinigten Königreichs und welchen Einfluss dieser Zustand auf Sänger Bobby Vylan hat.

## Rezeption

### Rezensionen
Emma Wilkes vom Magazin Kerrang schrieb, dass Bob Vylan mit Humble as the Sun „eine enorme Evolution unternommen haben, sowohl in Sachen Klang als auch in Sachen Umfang“. Der „rebellische Geist der Band ist verwoben mit einem Sinn für totale, inspirierende Selbstliebe“. Das Album „fühlt sich in eine frische neue Art revolutionär an“, wofür Wilkes vier von fünf Punkten vergab. Jazz Hodge vom Onlinemagazin Clash beschrieb die Band als „Inspiration für jeden, der glücklich genug ist, ihre Musik hören zu können“. Das Album „hätte nicht zu einer wichtigeren Zeit kommen können“, wofür Hodge acht von zehn Punkten vergab.
Das britische Magazin Kerrang führte Humble as the Sun auf Platz zwölf ihrer Liste der 50 besten Alben des Jahres 2024.

### Chartplatzierungen
| ChartsChartplatzierungen     | Höchstplatzierung | Wochen |
| ---------------------------- | ----------------- | ------ |
| Vereinigtes Königreich (OCC) | 22 (1 Wo.)        | 1      |